# Hammer SpVg
Hammer Spielvereinigung 03/04 e. V. é uma agremiação alemã, fundada a 11 de abril de 1903, sediada em Hamm, na Renânia do Norte-Vestfália.
Além do futebol, o clube, o qual conta com 1.500 membros, mantem departamentos de aikidô, dança, judô, fitness, ginástica, ginástica aquática, handebol e vôlei.

## História
O clube foi criado, em 1903, sob a denominação de Hammer FC. Em julho de 2012 houve a fusão com o Gymnasialer FC Hamm, fundado em 25 de fevereiro de 1903.
Em 1919, pouco depois da Primeira Guerra Mundial, o Hammer FCse une ao Hammer Turnverein 1859 para formar o TuS 1859/1903 Hamm. Essa união dura até 1922, quando o HFC encontra um novo parceiro, o Hammer Sportverein 1904, com o qual cria o Hammer SpVgg 03/04.
A associação recém-formada encontra rapidamente certo sucesso e ascende à mais alta liga regional da Rheinisch Westfälischer Spielverband. O time foi vice-campeão em 1929 e ganhou o título em 1932.
Após a criação da Gauliga, dezesseis divisões de nível máximo criadas pelos nazistas, em 1933, o Hammer SpVgg 03/04 não consegue o acesso e permanece nas séries inferiores.
Terminada a Segunda Guerra Mundial, o clube foi dissolvido pelos aliados, como todas as associações alemãs, incluindo as esportivas, de acordo com o processo de desnazificação. Depois ele foi rapidamente reconstituído.
Em 1966, o clube obteve o título da Verbandsliga Westfalen e subiu à Regionalliga West, a equivalente à segunda divisão. Nesse momento o time chegaria ao seu auge, mas o êxito não duraria mais do que uma temporada.
O Hammer SpVg passou várias estações no anonimato das séries inferiores. Posteriormente, ao término da temporada 1979-1980, chega à Oberliga Westfalen, naquele momento a terceira divisão do futebol alemão. O clube permanece por 10 temporada nesse módulo e depois é rebaixado em 1990. A equipe participou nas temporadas 1980-1981 e 1982-1983 da Copa da Alemanha. Em ambas as ocasiões chegou a avançar à segunda fase antes de ser eliminado. Na primeira oportunidade foi eliminado pelo KSV Hessen Kassel por 4 a 0. Na segunda, capitulou diante do VfL Bochum, após empate em 1 a 1, no primeiro jogo, e a derrota por 6 a 1, no segundo, após prorrogação.
Quatro anos mais tarde, o Hammer SpVg retornou à Oberliga, mas naquele instante, o módulo ganhara o nome de Oberliga Westfalen, mas se situava no nível quarto a partir da instauração da Regionalliga como o terceiro estágio. O ciclo dura cinco temporadas e depois o time cai para a Verbandsliga.
Ao final da temporada 2005-2006, o Hammer sobe à Oberliga Westfalen. Em 2008, o time se classifica em oitavo lugar. Foi o sinônimo de retorno ao quinto nível, em razão da criação da 3. Liga, para a temporada seguinte. A liga se tornaria  a Oberliga Nordrhein-Westfalen, abreviada NRW Liga, fruto da fusão da Oberliga Nordrhein e Oberliga Westfalen.
O clube conclui sua primeira temporada na NRW Liga em décimo-sexto lugar, mas não pôde se manter nesse nível em razão de vários rebaixamentos ocasionados por recusas de participação ou renúncias voluntárias. No entanto, ao término da temporada 2009-2010, o Hammer SpVg, classificado em décimo-sétimo, entre 19 equipes, foi rebaixado ao nível 6.

## Títulos

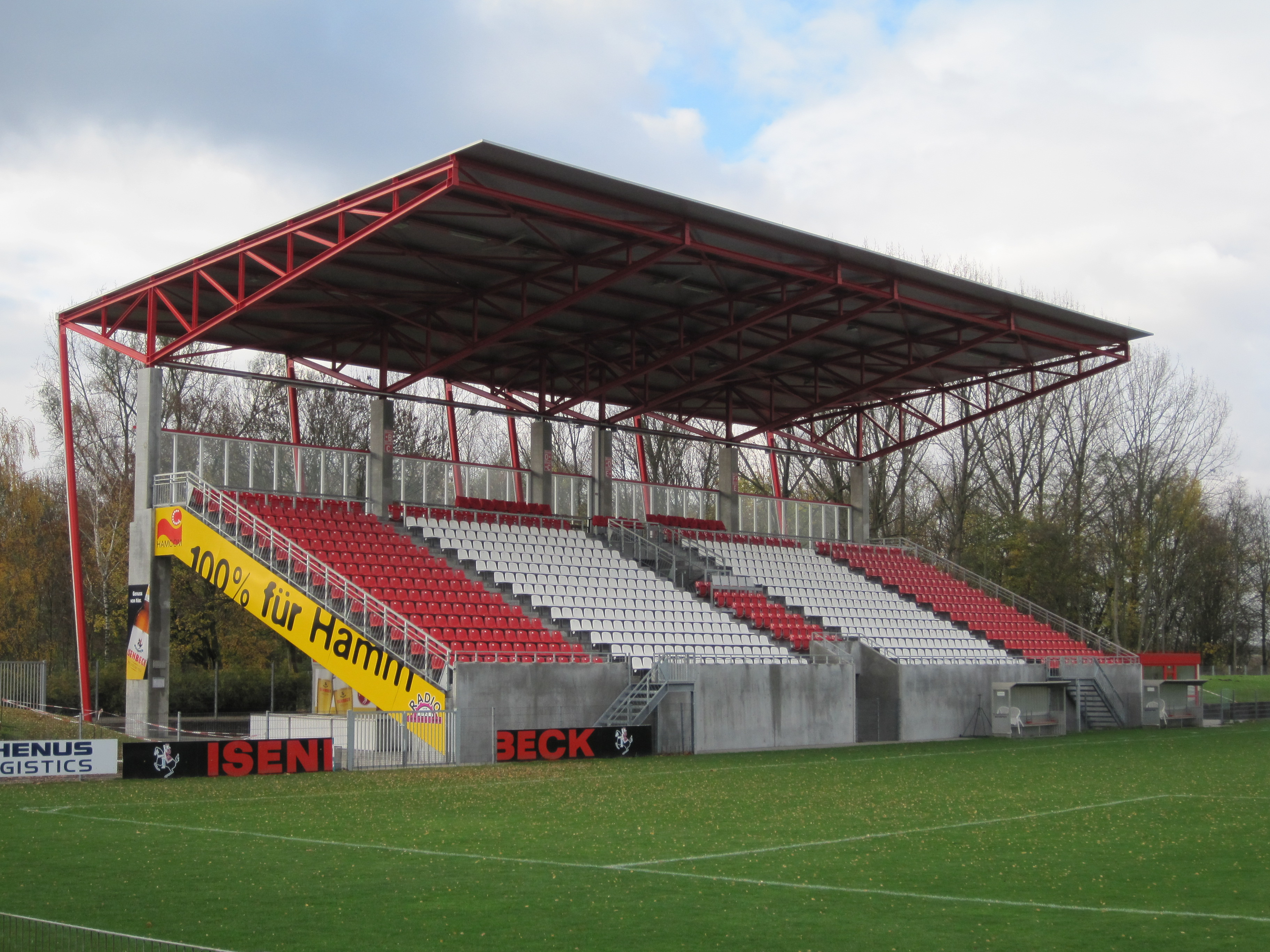
Evora Arena, em 2010

- Campeão da Vestfália: 1920 (como Hammer SV);
- Campeão da Verbandsliga Westfalen: 1966, 1980, 1993, 2006 (como Hammer SpVg);
- Regionalliga-West (2. Liga) 1967;